# Decipifus gracilis
Decipifus gracilis is een slakkensoort uit de familie van de Columbellidae. De wetenschappelijke naam van de soort is voor het eerst geldig gepubliceerd in 1959 door James Hamilton McLean.